# Cloeon erromangense
Cloeon erromangense is een haft uit de familie Baetidae. De wetenschappelijke naam van de soort is voor het eerst geldig gepubliceerd in 1936 door Kimmins.
De soort komt voor op eilanden in de Grote Oceaan.